# Relaciones Albania-República Checa
Las Albania-República Checa son las relaciones diplomáticas entre Albania y la República Checa o Chequia. Ambos países establecieron relaciones diplomáticas el 5 de julio de 1922. Albania tiene una embajada en Praga y la República Checa tiene una embajada en Tirana. Ambos países son miembros de la Organización para la Seguridad y la Cooperación en Europa.

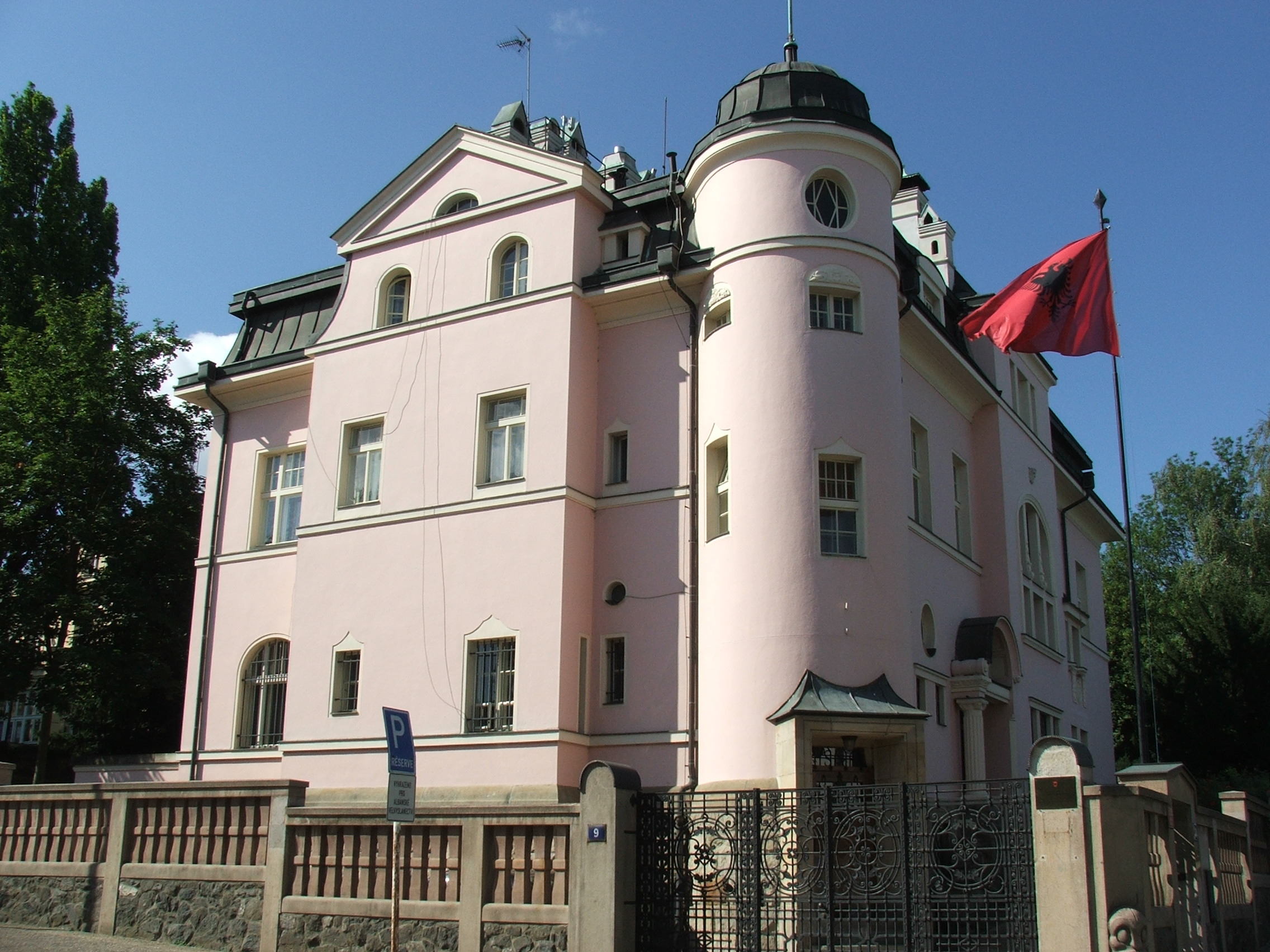
Embajada de Albania en Praga